# Indigoferă
Indigofera (Indigofera) este un gen de plante din familia fabaceelor, cu circa 750 specii răspândite în regiunile tropicale și subtropicale, iar câteva specii ajung în zona temperată a Asiei de Est. Aceasta sunt de obicei arbuști, dar unele sunt plante erbacee, iar unele sunt arbori mici, de 5-6 m înălțime. Cele mai multe au un frunziș caduc. Frunzele sunt imparipenat compuse. Florile mici sunt grupate în ciorchine. Din mai multe specii se extrage indigoul, în special din Indigofera tinctoria și Indigofera suffruticosa. 

## Sistematica
Sunt descrise circa 750 specii: 
| - Indigofera adenocarpa - Indigofera adenoides - Indigofera alopecuroides - Indigofera alpina - Indigofera alternans - Indigofera amblyantha - Indigofera angustata - Indigofera angustifolia - Indigofera antunesiana - Indigofera aquae-nitensis - Indigofera arenophila - Indigofera argentea - Indigofera arrecta - Indigofera articulata - Indigofera aspalathoides - Indigofera asperan - Indigofera asperifolia - Indigofera astragalina - Indigofera atriceps - Indigofera atropurpurea - Indigofera auricoma - Indigofera australis - Indigofera bainesii - Indigofera boviperda - Indigofera brachynema - Indigofera brachyodon - Indigofera brachystachya - Indigofera brevicalyx - Indigofera brevidens - Indigofera brevipes - Indigofera briana - Indigofera bungeana - Indigofera burchellii - Indigofera candicans - Indigofera candolleana - Indigofera capillaris - Indigofera carlesii - Indigofera caroliniana - Indigofera cassioides - Indigofera cecili - Indigofera charlierana - Indigofera chuniana - Indigofera circinella - Indigofera circinnata - Indigofera colutea - Indigofera comosa - Indigofera cooperi - Indigofera cordifolia - Indigofera cryptantha - Indigofera cuneata - Indigofera cuneifolia - Indigofera cylindracea - Indigofera cylindrica - Indigofera cytisoides - Indigofera daleoides - Indigofera decora - Indigofera delagoaensis - Indigofera demissa - Indigofera dendroides - Indigofera denudata - Indigofera dielsiana - Indigofera digitata - Indigofera dimidiata - Indigofera diphylla - Indigofera disjuncta - Indigofera dosua - Indigofera dregeana - Indigofera dyeri - Indigofera egens - Indigofera emarginella - Indigofera erecta - Indigofera eriocarpa - Indigofera erythrogramma - Indigofera evansiana - Indigofera eylesiana - Indigofera fanshawei - Indigofera filicaulis - Indigofera filifolia - Indigofera filiformis - Indigofera filipes - Indigofera flabellata - Indigofera flavicans - Indigofera foliosa - Indigofera fortunei - Indigofera frutescens - Indigofera fulvopilosa - Indigofera gairdnerae - Indigofera galegoides - Indigofera garckeana - Indigofera glandulosa - Indigofera glaucescens - Indigofera glomerata - Indigofera goetzei - Indigofera griseoides - Indigofera hamiltonii - Indigofera hebepetala - Indigofera hedyantha - Indigofera hendecaphylla - Indigofera heterantha - Indigofera heterophylla - Indigofera heterotricha - Indigofera heudelotii - Indigofera hewittii - Indigofera hilaris - Indigofera himalayensis - Indigofera hirsuta - Indigofera hispida - Indigofera hochstetteri - Indigofera holubii - Indigofera humifusa - Indigofera ichangensis - Indigofera incana - Indigofera ingrata - Indigofera inhambanensis - Indigofera kirilowii | - Indigofera langebergensis - Indigofera laxeracemosa - Indigofera lespedezioides - Indigofera leucotricha - Indigofera lindheimeriana - Indigofera linifolia - Indigofera linnaei - Indigofera litoralis - Indigofera livingstoniana - Indigofera longebarbata - Indigofera longepedicellata - Indigofera longeracemosa - Indigofera lupatana - Indigofera lyallii - Indigofera macrophylla - Indigofera makranika - Indigofera maritima - Indigofera marmorata - Indigofera mauritanica - Indigofera melanadenia - Indigofera meyeriana - Indigofera microcarpa - Indigofera mimosoides - Indigofera miniata - Indigofera mischocarpa - Indigofera mollicoma - Indigofera monantha - Indigofera montana - Indigofera nebrowniana - Indigofera nephrocarpoides - Indigofera nigrescens - Indigofera nigromontana - Indigofera nummulariifolia - Indigofera oblongifolia - Indigofera omissa - Indigofera ormocarpoides - Indigofera ovata - Indigofera oxalidea - Indigofera oxytropis - Indigofera oxytropoides - Indigofera paniculata - Indigofera parkesii - Indigofera parodiana - Indigofera pascuorum - Indigofera pendula - Indigofera pilosa - Indigofera podophylla - Indigofera poliotes - Indigofera pongolana - Indigofera porrecta - Indigofera potaninii - Indigofera pratensis - Indigofera praticola - Indigofera pretoriana - Indigofera procumbens - Indigofera prostrata - Indigofera psoraloides - Indigofera pulchra - Indigofera purpurea - Indigofera rautanenii - Indigofera reducta - Indigofera rehmannii - Indigofera reticulata - Indigofera rhynchocarpa - Indigofera rhytidocarpa - Indigofera ripae - Indigofera rostrata - Indigofera rothii - Indigofera sabulicola - Indigofera sanguinea - Indigofera saxicola - Indigofera schimperi - Indigofera schinzii - Indigofera secundiflora - Indigofera semitrijuga - Indigofera senegalensis - Indigofera sessiliflora - Indigofera sessilifolia - Indigofera setiflora - Indigofera simplicifolia - Indigofera sokotrana - Indigofera sordida - Indigofera sphaerocarpa - Indigofera spicata - Indigofera splendens - Indigofera stachyoides - Indigofera stenophylla - Indigofera strobilifera - Indigofera suaveolens - Indigofera subcorymbosa - Indigofera subulifera - Indigofera suffruticosa - Indigofera sulcata - Indigofera swaziensis - Indigofera tenuis - Indigofera tenuissima - Indigofera tinctoria - Indigofera tomentosa - Indigofera torulosa - Indigofera trifoliata - Indigofera tristis - Indigofera tristoides - Indigofera trita - Indigofera velutina - Indigofera vicioides - Indigofera viscidissima - Indigofera vohemarensis - Indigofera volkensii - Indigofera wildiana - Indigofera williamsonii - Indigofera woodii - Indigofera zeyheri - Indigofera zollingeriana |